# Liste des gouverneurs de l'État de New York
Pour les articles homonymes, voir Gouverneur de New York.

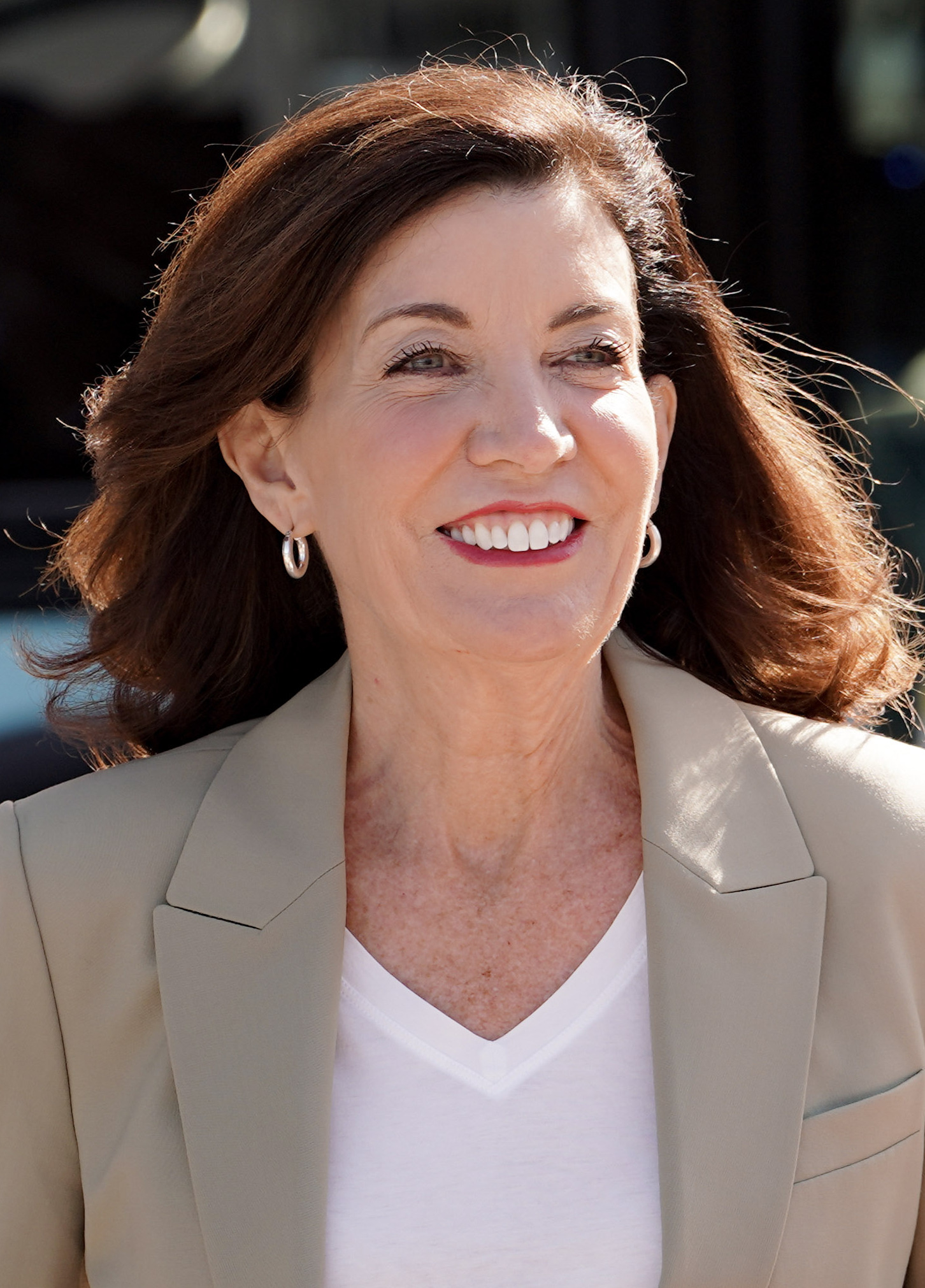
Kathy Hochul, gouverneure de l'État de New York depuis le 24 août 2021.

Cinquante-sept personnes occupent successivement la fonction de gouverneur de l'État de New York depuis 1777, dont quatre pour des mandats non consécutifs. Le premier gouverneur, George Clinton, effectue six mandats consécutifs et 21 années de gouvernorat en comptant un septième mandat non consécutif. Quatre personnes sont devenues président des États-Unis après avoir été gouverneur de New York : Martin Van Buren, Grover Cleveland, Theodore Roosevelt et Franklin Delano Roosevelt. Deux gouverneurs occupent la fonction de juge en chef des États-Unis : John Jay, qui occupe la fonction lorsqu'il est élu gouverneur en 1795, ainsi que Charles Evans Hughes, qui devient juge en chef en 1930, deux décennies après son gouvernorat.
L'actuelle gouverneure est Kathy Hochul, membre du Parti démocrate, qui prend ses fonctions le 24 août 2021, succédant au démissionnaire Andrew Cuomo. Elle est élue pour un mandat plein de 4 ans en 2022. Il n'existe pas de limite au nombre de mandats consécutifs.
Un lieutenant-gouverneur est élu en « ticket » avec le gouverneur et le remplace en cas de vacance du poste. Cette fonction est actuellement occupée par Antonio Delgado.

## Liste des gouverneurs de l'État de New York
| No | Nom                                   | Parti                       | Mandat      |
| -- | ------------------------------------- | --------------------------- | ----------- |
| 1  | George Clinton (1739-1812)            | Parti républicain-démocrate | 1777–1795   |
| 2  | John Jay (1745-1829)                  | Parti fédéraliste           | 1795–1801   |
| 1  | George Clinton (1739-1812)            | Parti républicain-démocrate | 1801–1804   |
| 3  | Morgan Lewis (1754-1844)              | Parti républicain-démocrate | 1804–1807   |
| 4  | Daniel D. Tompkins (1774-1825)        | Parti républicain-démocrate | 1807–1817   |
| 5  | John Tayler (1742-1829)               | Parti républicain-démocrate | 1817        |
| 6  | DeWitt Clinton (1769-1828)            | Parti républicain-démocrate | 1817–1823   |
| 7  | Joseph C. Yates (1768-1837)           | Parti républicain-démocrate | 1823–1825   |
| 6  | DeWitt Clinton (1769-1828)            | Parti républicain-démocrate | 1825–1828   |
| 8  | Nathaniel Pitcher (1777-1836)         | Parti républicain-démocrate | 1828–1829   |
| 9  | Martin Van Buren (1782-1862)          | Parti démocrate             | 1829        |
| 10 | Enos T. Throop (1784-1874)            | Parti démocrate             | 1829–1833   |
| 11 | William L. Marcy (1786-1857)          | Parti démocrate             | 1833–1839   |
| 12 | William Henry Seward (1801-1872)      | Parti whig                  | 1839–1843   |
| 13 | William C. Bouck (1786-1859)          | Parti démocrate             | 1843–1845   |
| 14 | Silas Wright (1795-1847)              | Parti démocrate             | 1845–1847   |
| 15 | John Young (1802-1852)                | Parti whig                  | 1847–1849   |
| 16 | Hamilton Fish (1808-1893)             | Parti whig                  | 1849–1851   |
| 17 | Washington Hunt (1811-1867)           | Parti whig                  | 1851–1853   |
| 18 | Horatio Seymour (1810-1886)           | Parti démocrate             | 1853–1855   |
| 19 | Myron H. Clark (1806-1892)            | Parti whig                  | 1855–1857   |
| 20 | John A. King (1788-1867)              | Parti républicain           | 1857–1859   |
| 21 | Edwin D. Morgan (1811-1883)           | Parti républicain           | 1859–1863   |
| 18 | Horatio Seymour (1810-1886)           | Parti démocrate             | 1863–1865   |
| 22 | Reuben E. Fenton (1819-1885)          | Union                       | 1865–1869   |
| 23 | John T. Hoffman (1828-1888)           | Parti démocrate             | 1869–1873   |
| 24 | John Adams Dix (1798-1879)            | Parti républicain           | 1873–1875   |
| 25 | Samuel J. Tilden (1814-1886)          | Parti démocrate             | 1875–1877   |
| 26 | Lucius Robinson (1810-1891)           | Parti démocrate             | 1877–1880   |
| 27 | Alonzo B. Cornell (1832-1904)         | Parti républicain           | 1880–1883   |
| 28 | Grover Cleveland (1837-1908)          | Parti démocrate             | 1883–1885   |
| 29 | David B. Hill (1843-1910)             | Parti démocrate             | 1885–1892   |
| 30 | Roswell P. Flower (1835-1899)         | Parti démocrate             | 1892–1895   |
| 31 | Levi Morton (1824-1920)               | Parti républicain           | 1895–1897   |
| 32 | Frank S. Black (1853-1913)            | Parti républicain           | 1897–1898   |
| 33 | Theodore Roosevelt (1858-1919)        | Parti républicain           | 1899–1901   |
| 34 | Benjamin B. Odell, Jr. (1854-1926)    | Parti républicain           | 1901–1904   |
| 35 | Frank Higgins (1856-1907)             | Parti républicain           | 1905–1907   |
| 36 | Charles Evans Hughes (1862-1948)      | Parti républicain           | 1907–1910   |
| 37 | Horace White (1865-1943)              | Parti républicain           | 1910        |
| 38 | John Alden Dix (1860-1928)            | Parti démocrate             | 1911–1913   |
| 39 | William Sulzer (1863-1941)            | Parti démocrate             | 1913        |
| 40 | Martin H. Glynn (1871-1924)           | Parti démocrate             | 1913–1914   |
| 41 | Charles S. Whitman (1868-1947)        | Parti républicain           | 1915–1919   |
| 42 | Al Smith (1873-1944)                  | Parti démocrate             | 1919–1920   |
| 43 | Nathan L. Miller (1868-1953)          | Parti républicain           | 1921–1922   |
| 42 | Al Smith (1873-1944)                  | Parti démocrate             | 1923–1928   |
| 44 | Franklin Delano Roosevelt (1882-1945) | Parti démocrate             | 1929–1932   |
| 45 | Herbert H. Lehman (1878-1963)         | Parti démocrate             | 1933–1942   |
| 46 | Charles Poletti (1903-2002)           | Parti démocrate             | 1942        |
| 47 | Thomas Dewey (1902-1971)              | Parti républicain           | 1943–1954   |
| 48 | William Averell Harriman (1891-1986)  | Parti démocrate             | 1955–1958   |
| 49 | Nelson A. Rockefeller (1908-1979)     | Parti républicain           | 1959–1973   |
| 50 | Malcolm Wilson (1914-2000)            | Parti républicain           | 1973–1974   |
| 51 | Hugh L. Carey (1919-2011)             | Parti démocrate             | 1975–1982   |
| 52 | Mario Cuomo (1932-2015)               | Parti démocrate             | 1983–1994   |
| 53 | George E. Pataki (1945-)              | Parti républicain           | 1995–2006   |
| 54 | Eliot Spitzer (1959-)                 | Parti démocrate             | 2007–2008   |
| 55 | David Paterson (1954-)                | Parti démocrate             | 2008–2010   |
| 56 | Andrew Cuomo (1957-)                  | Parti démocrate             | 2011–2021   |
| 57 | Kathy Hochul (1958-)                  | Parti démocrate             | Depuis 2021 |